# Conca
Pour les articles homonymes, voir Conca (homonymie).
Conca est une commune française située dans la circonscription départementale de la Corse-du-Sud et le territoire de la collectivité de Corse. Elle appartient à l'ancienne piève de Conca dont elle était le chef-lieu.

## Géographie
Conca est une commune située à 20 km au nord de Porto-Vecchio. Conca n'est pas située dans la plaine orientale mais dans les collines avoisinantes, à 5 kilomètres de Sainte-Lucie-de-Porto-Vecchio. La commune dispose de 4 commerces, d'une bibliothèque et d'un bureau de poste. Elle s'avère particulièrement animée l'été notamment par le passage des randonneurs du célèbre GR20 concluant leur parcours dans ce village.

## Urbanisme

### Typologie
Au 1er janvier 2024, Conca est catégorisée bourg rural, selon la nouvelle grille communale de densité à sept niveaux définie par l'Insee en 2022.
Elle est située hors unité urbaine. Par ailleurs la commune fait partie de l'aire d'attraction de Porto-Vecchio, dont elle est une commune de la couronne,. Cette aire, qui regroupe 10 communes, est catégorisée dans les aires de moins de 50 000 habitants,.
La commune, bordée par la mer Méditerranée, est également une commune littorale au sens de la loi du 3 janvier 1986, dite loi littoral. Des dispositions spécifiques d’urbanisme s’y appliquent dès lors afin de préserver les espaces naturels, les sites, les paysages et l’équilibre écologique du littoral, tel le principe d'inconstructibilité, en dehors des espaces urbanisés, sur la bande littorale des 100 mètres, ou plus si le plan local d’urbanisme le prévoit.

### Occupation des sols
L'occupation des sols de la commune, telle qu'elle ressort de la base de données européenne d’occupation biophysique des sols Corine Land Cover (CLC), est marquée par l'importance des forêts et milieux semi-naturels (95,8 % en 2018), une proportion identique à celle de 1990 (95,7 %). La répartition détaillée en 2018 est la suivante : 
milieux à végétation arbustive et/ou herbacée (55,5 %), espaces ouverts, sans ou avec peu de végétation (21,6 %), forêts (18,7 %), zones urbanisées (2,9 %), zones agricoles hétérogènes (0,8 %), cultures permanentes (0,4 %), eaux maritimes (0,1 %). L'évolution de l’occupation des sols de la commune et de ses infrastructures peut être observée sur les différentes représentations cartographiques du territoire : la carte de Cassini (XVIIIe siècle), la carte d'état-major (1820-1866) et les cartes ou photos aériennes de l'IGN pour la période actuelle (1950 à aujourd'hui).

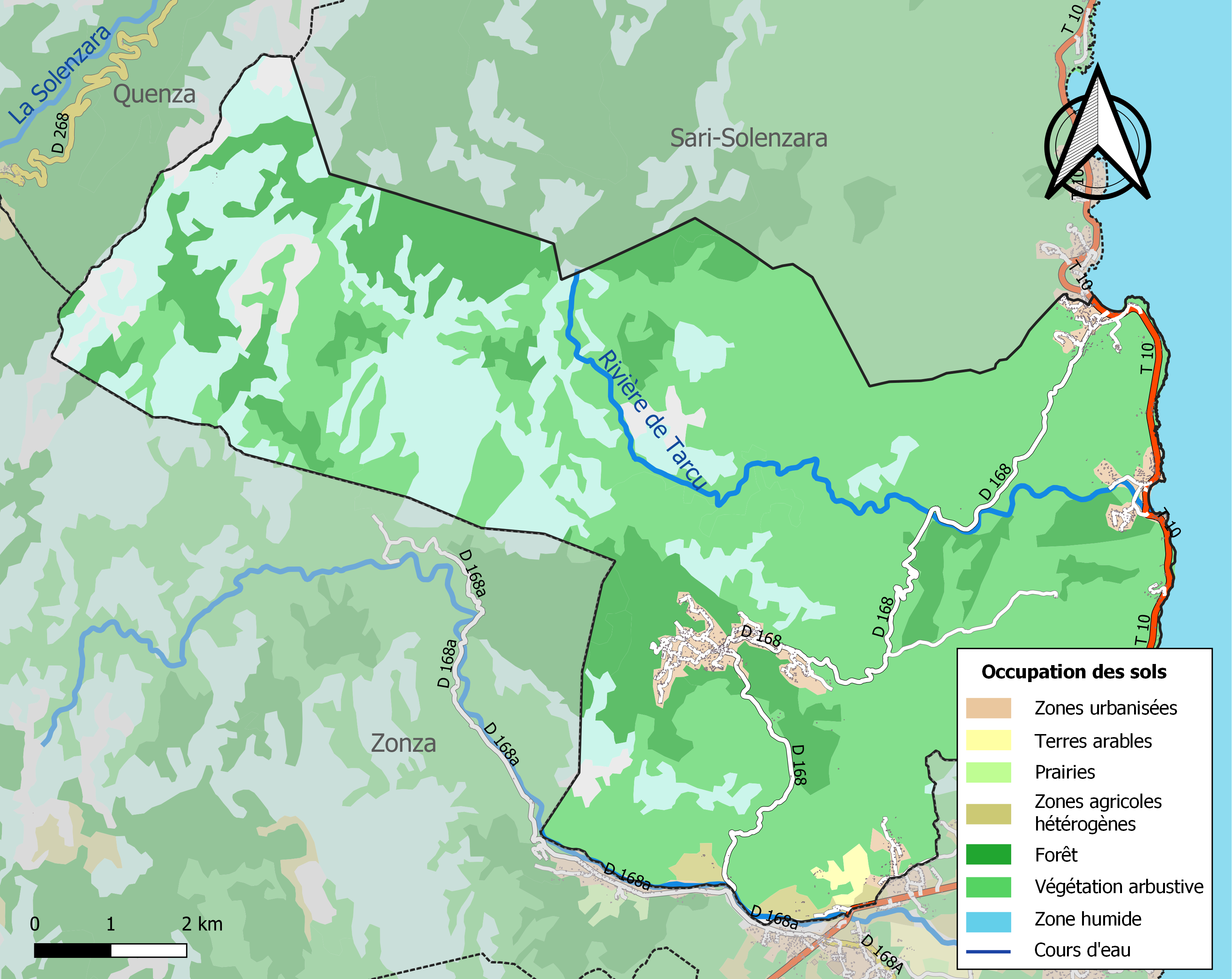
Carte des infrastructures et de l'occupation des sols de la commune en 2018 (CLC).

## Politique et administration

### Tendances politiques et résultats
En 2008, François Mosconi redevient maire en succédant à sa femme après avoir purgé sa peine d'inéligibilité.

### Liste des maires
| Période                                  | Période  | Identité             | Étiquette | Qualité                                                   |
| ---------------------------------------- | -------- | -------------------- | --------- | --------------------------------------------------------- |
| ?                                        | ?        | Télémaque Leccia     |           |                                                           |
| 1977                                     | 2002     | François Mosconi     | DVG       |                                                           |
| 2002                                     | 2008     | Marie-Jeanne Mosconi | DVG       |                                                           |
| 2008                                     | En cours | François Mosconi     | DVD       | Agriculteur retraité - Conseiller territorial depuis 2010 |
| Les données manquantes sont à compléter. |          |                      |           |                                                           |

## Démographie
L'évolution du nombre d'habitants est connue à travers les recensements de la population effectués dans la commune depuis 1800. Pour les communes de moins de 10 000 habitants, une enquête de recensement portant sur toute la population est réalisée tous les cinq ans, les populations de référence des années intermédiaires étant quant à elles estimées par interpolation ou extrapolation. Pour la commune, le premier recensement exhaustif entrant dans le cadre du nouveau dispositif a été réalisé en 2007.

En 2022, la commune comptait 1 167 habitants, en évolution de +4,48 % par rapport à 2016 (Corse-du-Sud : +7,61 %, France hors Mayotte : +2,11 %).
| 1800 | 1806 | 1821 | 1831 | 1836 | 1841 | 1846 | 1851 | 1856 |
| ---- | ---- | ---- | ---- | ---- | ---- | ---- | ---- | ---- |
| 343  | 376  | 420  | 424  | 487  | 538  | 588  | 558  | 558  |

| 1861 | 1866 | 1872 | 1876 | 1881 | 1886 | 1891 | 1896 | 1901  |
| ---- | ---- | ---- | ---- | ---- | ---- | ---- | ---- | ----- |
| 590  | 617  | 619  | 655  | 665  | 726  | 754  | 806  | 1 015 |

| 1906  | 1911  | 1921  | 1926  | 1931  | 1936  | 1946  | 1954  | 1962 |
| ----- | ----- | ----- | ----- | ----- | ----- | ----- | ----- | ---- |
| 1 026 | 1 078 | 1 093 | 1 095 | 1 181 | 1 254 | 1 057 | 1 051 | 399  |

| 1968 | 1975 | 1982 | 1990 | 1999 | 2006 | 2007  | 2012  | 2017  |
| ---- | ---- | ---- | ---- | ---- | ---- | ----- | ----- | ----- |
| 432  | 481  | 546  | 783  | 770  | 984  | 1 015 | 1 097 | 1 100 |

| 2022  | - | - | - | - | - | - | - | - |
| ----- | - | - | - | - | - | - | - | - |
| 1 167 | - | - | - | - | - | - | - | - |

## Lieux et monuments

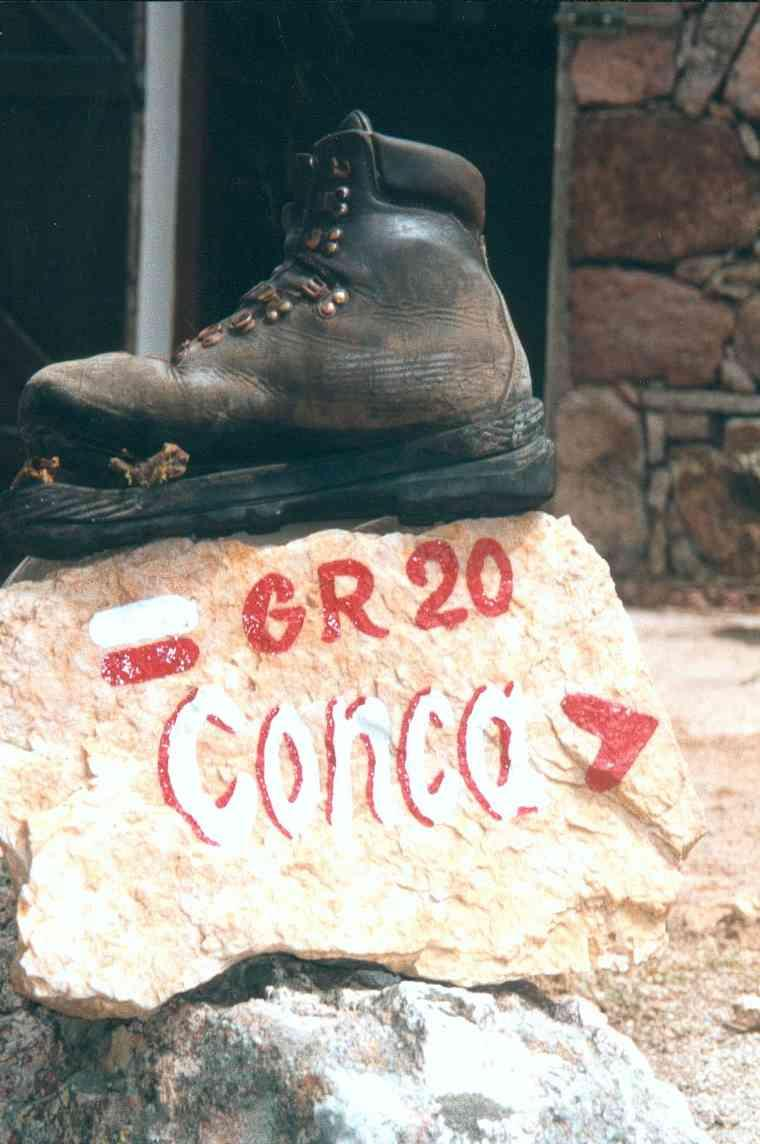
Rocher indicateur sur le GR20

Le village de Conca se situe à l'extrémité sud du célèbre sentier de grande randonnée GR20, qui traverse la Corse du nord au sud sur près de 175 km depuis Calenzana en passant par Vizzavona, le Monte Incudine et les aiguilles de Bavella.
- Église Saint-Étienne de Conca. Elle est inscrite à l'Inventaire général du patrimoine culturel[13].

## Personnalités liées à la commune
- Jean-Pierre Michelin (1918-1943), mort à Conca le  22 septembre 1943, appartenant à la famille Michelin, est le premier officier à tomber au combat pour la libération de la France[14].
- Maria de Peretti - médecin, Née à Conca - Corse-du-Sud, le 30 décembre 1902 et morte le 15 mars 1945, Gazée à Ravensbrück[15].